# Stygmatyczka
Stygmatyczka – spektakl telewizyjny Sceny Faktu Teatru Telewizji z 2008 w reżyserii Wojciecha Nowaka, opowiadający o losach mistyczki chrześcijańskiej Wandy Boniszewskiej, siostry z bezhabitowego Zgromadzenia Sióstr od Aniołów.
Autor scenariusza oparł się głównie na wspomnieniach zmarłej w opinii świętości zakonnicy, radzieckich dokumentach sądowych, operacyjnych dokumentach polskich i radzieckich służb bezpieczeństwa. Wykorzystane zostały też wspomnienia kard. Henryka Gulbinowicza, ks. Jana Pryszmonta oraz kapucyna o. Gabriela Bartoszewskiego.
Zdjęcia realizowano w Twierdzy Modlin i w skansenie koło Mińska Mazowieckiego.

## Fabuła
Kolejne sceny dramatu rozgrywają się w: Pryciunach na Wileńszczyźnie, Wilnie, Czelabińsku oraz w punkcie przesiedleńczym na granicy polskiej. Autorzy przedstawili w przeważającej części losy zakonnicy w latach 1950 – 1956. Był to okres, w którym została poddana najtrudniejszym doświadczeniom w związku z działalnością sowieckiego aparatu represji. Boniszewska przebywała w szpitalach psychiatrycznych, w więzieniach i łagrze na Uralu.

## Obsada
- Kinga Preis jako Wanda Boniszewska
- Andrzej Hudziak jako ksiądz Ząbek
- Agnieszka Mandat jako siostra Rozalia Rodziewicz - Róża
- Dorota Landowska jako siostra Regina Orłowska
- Maja Hirsch jako siostra Michalina
- Magdalena Karel jako siostra Stanisława - Stacha
- Magdalena Kajrowicz jako Hania Dubawik
- Kazimierz Mazur jako Franek Maculewicz
- Mariusz Jakus jako major Jaduto
- Grzegorz Damięcki jako lejtnant Durmanichin
- Tomasz Jarosz jako Grubas
- Tomasz Błasiak jako obcy
- Wawrzyniec Kostrzewski jako obcy
- Aleksandra Popławska jako Prokoszyna
- Witold Bieliński jako ordynator
- Mateusz Sacharzewski jako strażnik
- Agata Sasinowska jako funkcjonariuszka
- Kornelia Angowska jako kobieta w kaftanie
- Karol Pocheć jako żołnierz
- Grzegorz Woś jako żołnierz
- Stanisław Szudek jako lekarz
- Aleksander Mikołajczak jako lekarz - szef
- Jacek Bursztynowicz jako felczer
- Anna Łopatowska jako Niemka
- Katarzyna Łukaszyńska jako Czeszka
- Halina Bednarz jako Serbka
- Magdalena Kuta jako Austriaczka
- Zina Kerste jako Austriaczka
- Tomasz Dedek jako naczelnik
- Adam Bauman jako oficer
- Jacek Lenartowicz jako oficer
- Stanisław Penksyk jako oficer
- Mirosława Nyckowska jako kryminalistka
- Olga Miłaszewska jako kryminalistka
- Monika Krzywkowska jako obca - mniszka
- Joanna Węgrzynowska jako lekarka
- Stanisław Banasiuk jako urzędnik

## Nagrody
W 2008 spektakl został nagrodzony w Sopocie na VIII Festiwalu Teatru Telewizji Polskiej i Polskiego Radia Dwa Teatry. Przedstawienie otrzymało nagrodę Grand Prix ufundowaną przez prezesa zarządu TVP S.A. Nagrodzono również Arkadiusza Tomiaka za zdjęcia, Katarzynę Sobańską za scenografię, Grzegorza Łoszewskiego za tekst sztuki, Wojciecha Nowaka za reżyserię oraz aktorkę Kingę Preis.